# Grad Labin
Grad Labin är en stad i Kroatien.   Den ligger i länet Istrien, i den västra delen av landet, 170 km sydväst om huvudstaden Zagreb.
Följande samhällen finns i Grad Labin:
- Labin
- Rabac